# Danzig (band)

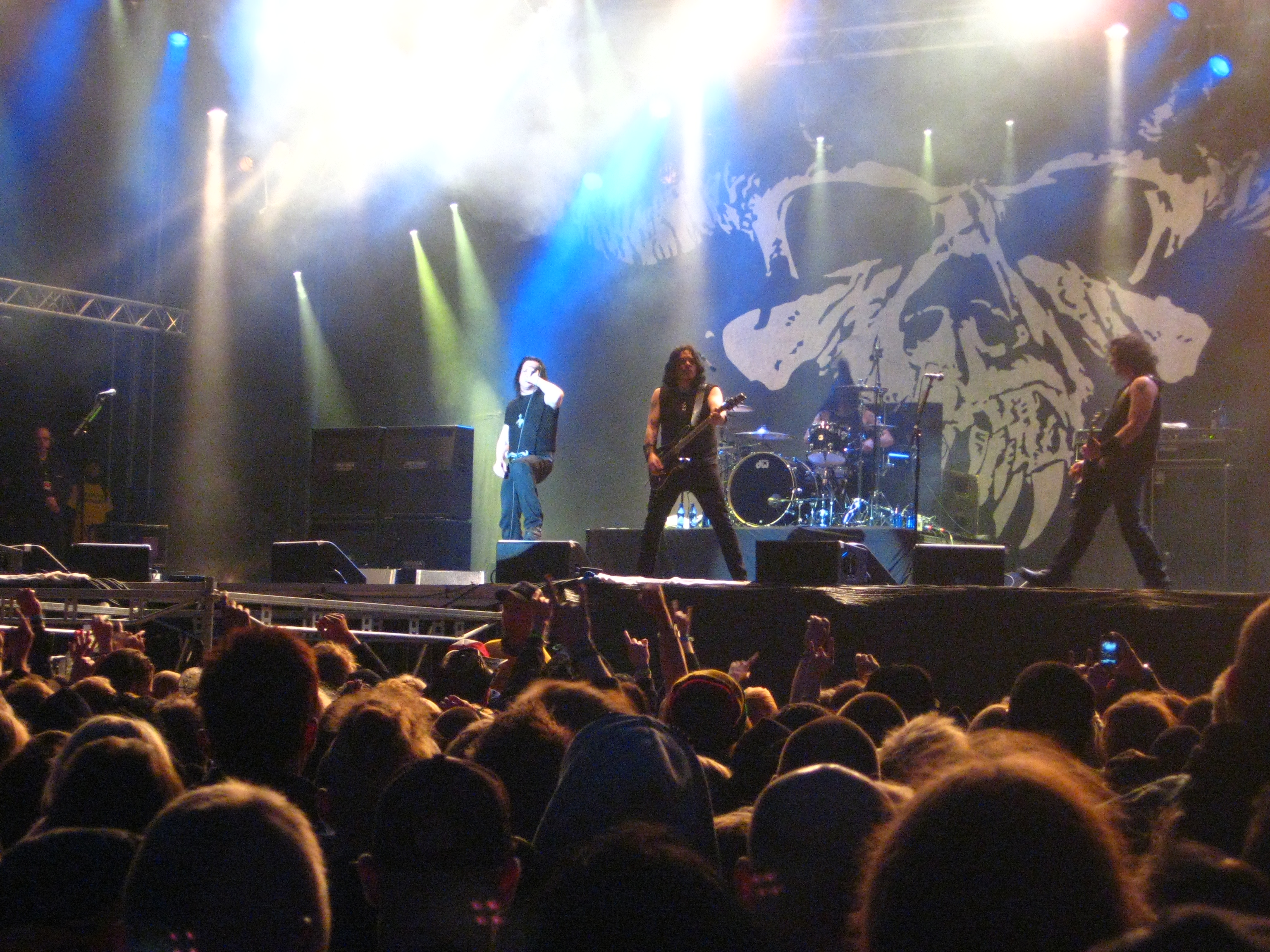
Danzig op het Sweden Rock Festival in 2010.

Danzig is een Amerikaanse doom- en heavymetalband opgericht door voormalig Misfits-frontman Glenn Danzig.
Toen in 1983 de Misfits - een uit 1977 daterende hardcore-punkband - na 2 albums te hebben uitgebracht, uit elkaar gingen, besloot Glenn Danzig zijn eigen weg te gaan en stapte zo van het punkgenre over naar de metal. De toen door hem opgerichte band Samhain maakte een totaal ander geluid dan zijn voormalige punkband.  
In 1986 ontstond hieruit, op aandringen van producer Rick Rubin en vanwege kleine aanpassingen in de line-up, de ‘occulte’ metalformatie Danzig. De band bleek een duiventil want Danzig veranderde in de loop der jaren vaak van samenstelling. Zo zat Joey Castillo (Queens Of The Stone Age) jarenlang op de drumkruk en speelde zo’n beetje elke metal- en rockgitarist die ertoe doet wel een paar maanden in Danzig. 
In 2010 verscheen voor het eerst in jaren een nieuw album, getiteld ‘Deth Red Sabaoth’. Glenn en zijn huidige band grijpen hierop terug naar het wat meer duistere en occulte Danzigverleden. Glenn speelt op dit negende album niet alleen bas, gitaar en een nummertje drums, hij produceerde het ook. 
De huidige line up bestaat verder uit Tommy Victor op gitaar, Steve Zing op basgitaar en backing vocals en Johnny Kelly op drums en percussie. 

## Discografie
- Danzig (1988)
- Danzig II: Lucifuge (1990)
- Danzig III: How the Gods Kill (1992)
- Danzig 4p (1994)
- Blackacidevil (1996)
- 6:66 Satan's Child (1999)
- I Luciferi (2002)
- Circle of Snakes (2004)
- Deth Red Sabaoth (2010)
- Skeletons (2015)
- Black Laden Crown (2017)